# Анрі Лебаск
Анрі́ Леба́ск (фр. Henri Lebasque; 25 вересня 1865, Шампіньє, Мен і Луара — 7 серпня 1937, Ле-Канне, Приморські Альпи) — французький художник-імпресіоніст.

## Життя і творчість
А. Лебаск почав своє навчання в Школі витончених мистецтв Анже. В 1886 році вступає до паризької Академії Колароссі. Лебаск бере також в Парижі уроки в художника Леона Бонна, працює над внутрішнім оздобленням Пантеону, знайомиться з К. Пісарро і О. Ренуаром, роботи яких мали сильний вплив на творчість Лебаска. Велике значення художник приділяв кольоровості і яскравості зображень на своїх полотнах. У цьому він був близький Е. Вюйяра та П. Боннара, засновникам групи Набі. Після знайомства з Ж. Сера та П. Сіньяком Лебаск займається вивченням теорії кольору.
Лебаск в 1903 році був одним із засновників Осіннього салону (спільно зі своїм другом А. Матіссом). Через 2 роки група художників, в яку входили Лебаск, Ж.Руо, А. Дерен, Матісс і Вюйар, до яких приєдналися Р. Дюфі та А. Манжу, відкривають для себе красу природи Південної Франції і пишуть тут свої полотна. Час, проведений на півдні, призвів до радикальних змін живопису Лебаска, збагатив його художню палітру. Навіть після наступних подорожей на північ, в Вандею, Нормандію і Бретань, «південна» тема домінувала в роботах художника.
Пензлю А. Лебаска належать також внутрішнє оздоблення паризького театру на Єлисейських полях і транс-океанських лайнерів.

## Галерея

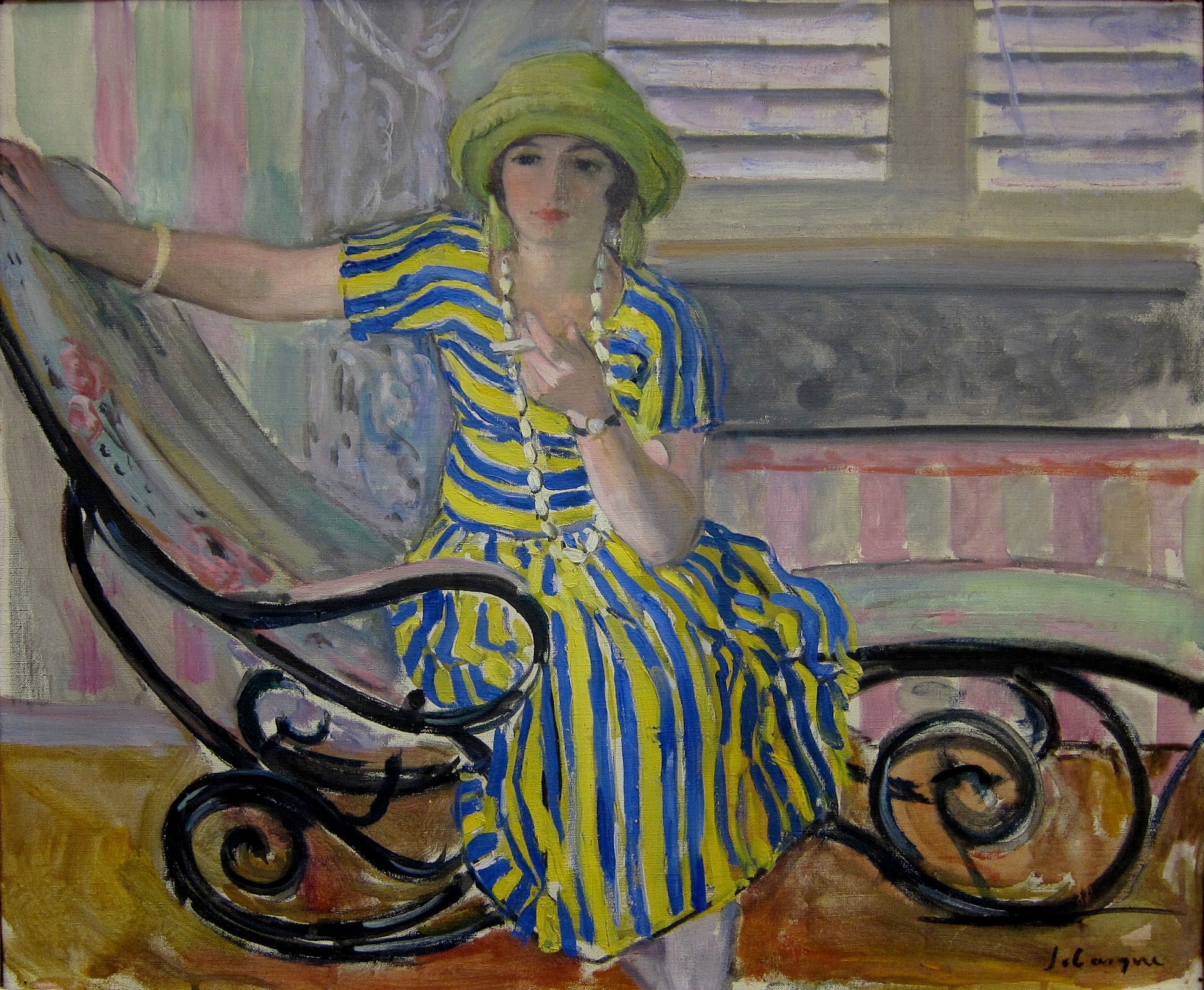
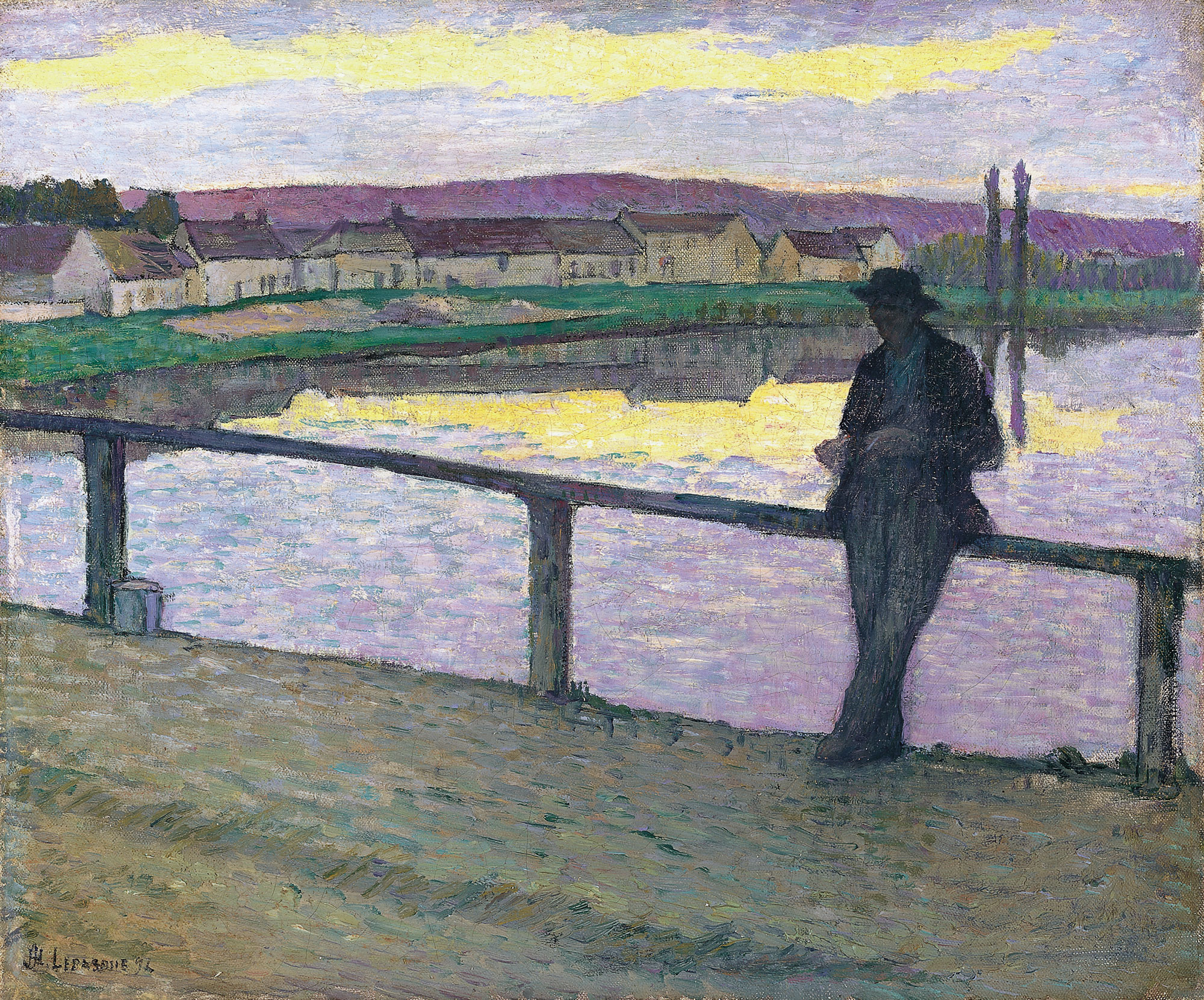
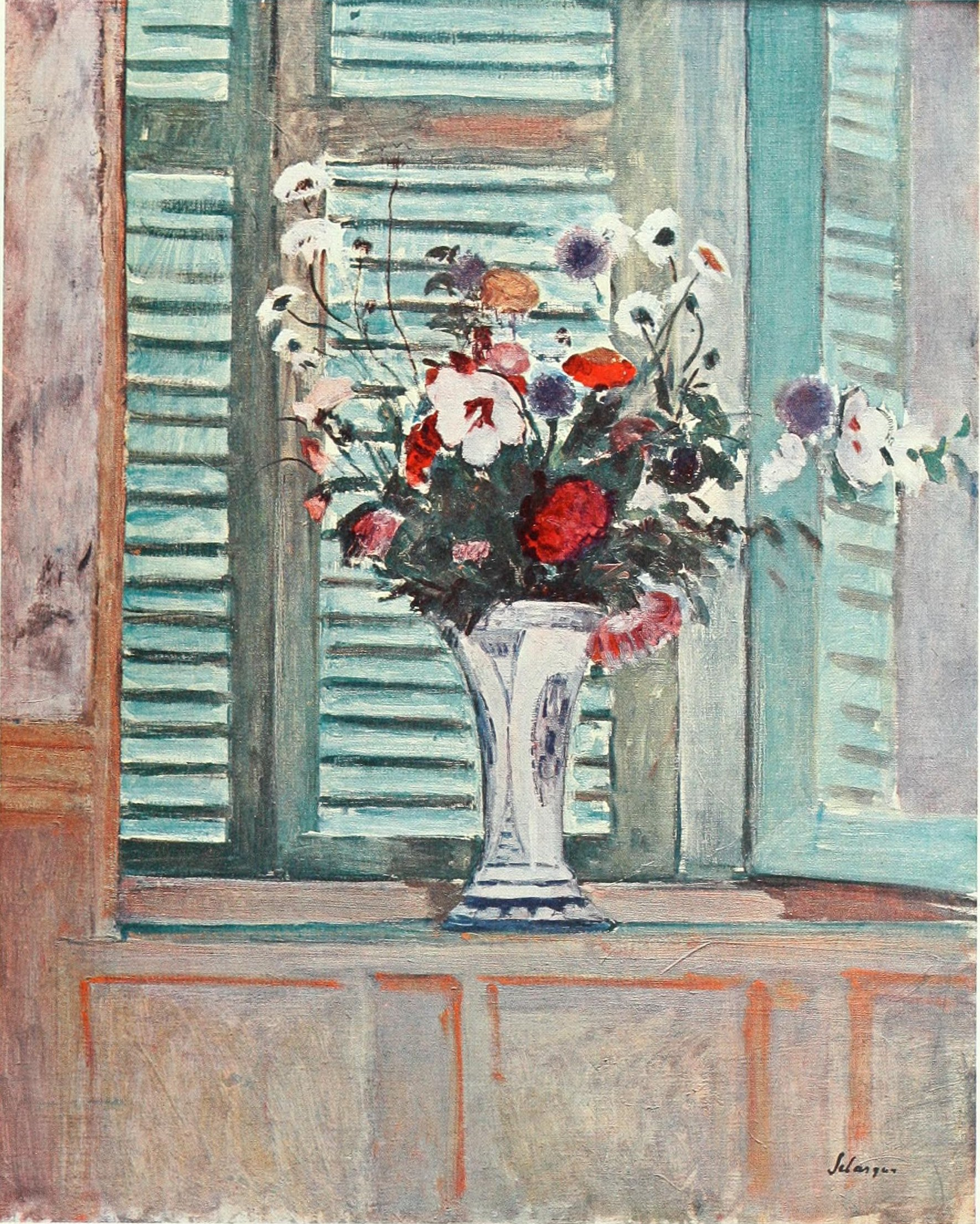